# 徐福公園
徐福公園是一所紀念秦朝方士徐福的公園，地點位於日本和歌山縣新宮市徐福1丁目4-24。公園入口是一座中國式的牌坊，是照著中國式建築資料所建成，上面鋪蓋的是台灣所製造的瓦片。在平成6年（1994年）8月12日，和歌山縣政府為了推動觀光，以「徐福像」為中心，重新整理徐福墓碑周邊並建造牌坊之後，取為「徐福公園」對外開放。
徐福公園內種植有許多巨大的樟樹以及樟科植物烏藥，園內一角有雕著「秦徐福之墓」的墓碑，此墓碑是由紀州藩主德川賴宣建於江戶時代初期的1736年，碑文是由當時的儒學者李梅溪 所題字。

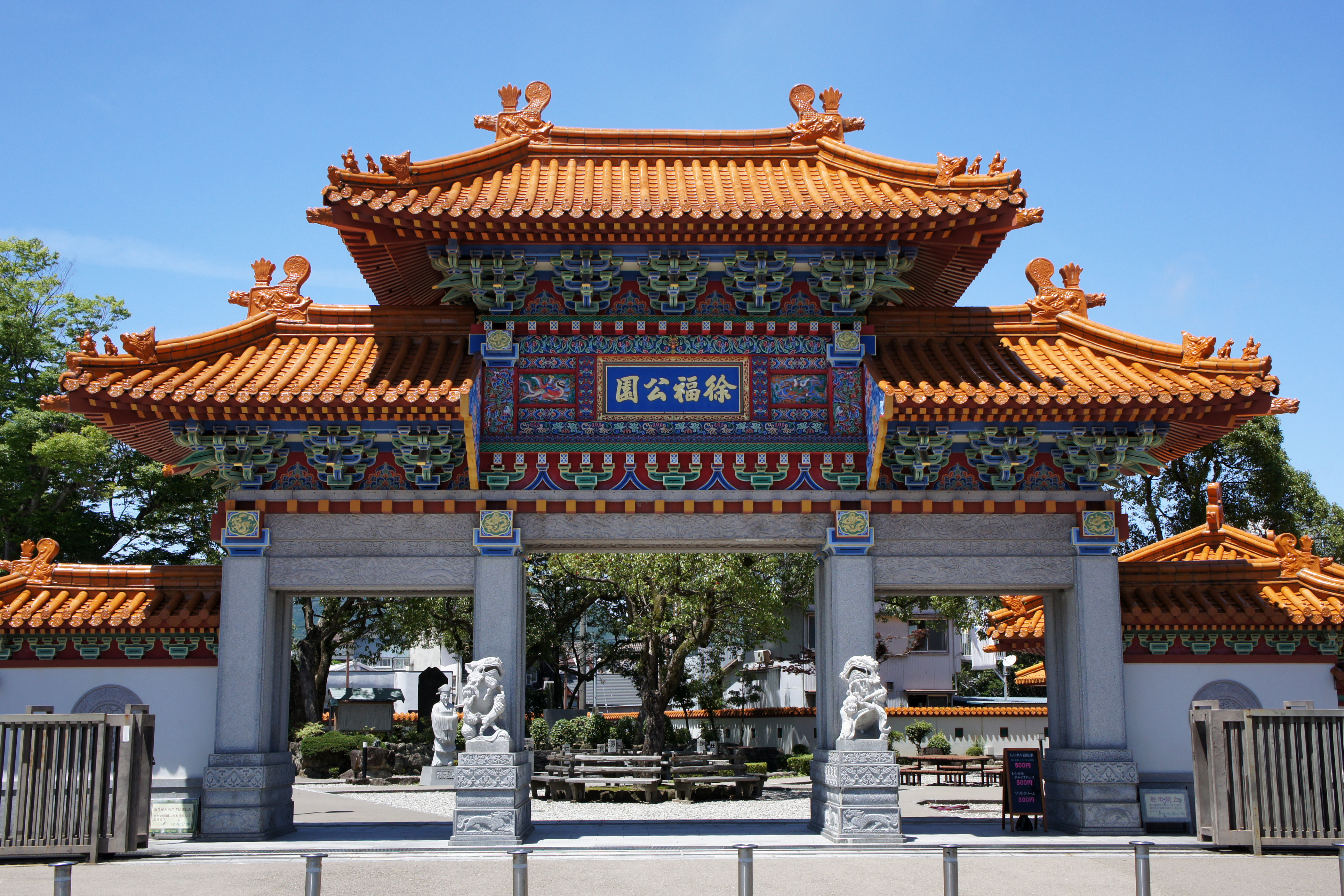
入口處中國式的牌樓

## 園內設施

### 主要景點

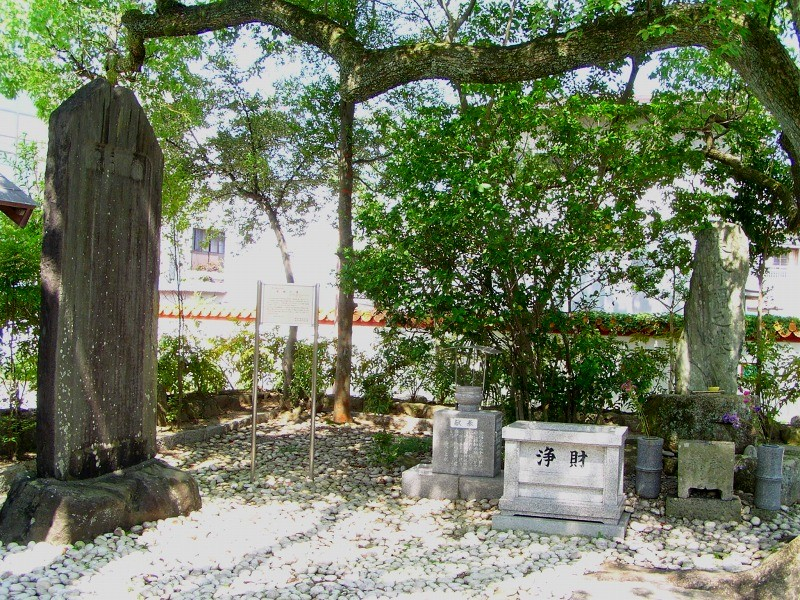
徐福墓（右）及徐福顯彰碑（左）

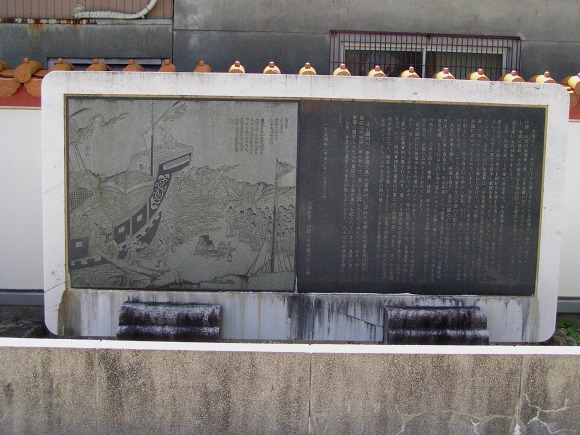
由緒板

公園內有8處主要景觀，除了大門的中國式樓牌以外，以徐福像為中心另外還有徐福墓、徐福功德碑、七塚之碑、絕海與太祖詩碑、由緒板、不老之池等設施。
- 徐福墓（徐福の墓）
元文元年（1736年），紀州藩初代藩主德川賴宣尋訪熊野（現在的紀伊半島南部一帶），到了阿須賀神社參拜時聽聞徐福的事蹟之後所立的兩段式石碑，石碑是由綠色片岩（Green Schist）[5] 作成，高約1米，寬約50厘米，並且令當代的儒學家李梅溪於石碑上題了「秦徐福之墓」等字[1]。不過事實上，這個地方是否真是徐福的墳墓還有另一個傳說，有些人認為現在的徐福公園原本是徐福的住居，而在蓬萊山南麓的阿須賀神社境内有個古老的石碑，那才是真的徐福之墓。[4]

- 徐福像
根據園方的記載，徐福像是在1997年設置，整體由約1.9米高、重約1.5噸的御影石[6] 雕成，立於徐福公園中心的位置，代表著徐福公園的象徵。石像中的徐福瞇眼微笑，身著秦代的服飾。展現一付相當親切慈愛的形象，代表著歡迎遊客來訪的意義。[1]

- 徐福顯彰碑（徐福顕彰碑）
這是一個紀錄徐福的功德碑，位於徐福墓左側，高約2.5米寬約1米，由黑色細紋狀石灰岩所製成的石碑。原本的石碑是在江戶時代的天保5年（1834年）由紀州藩的儒學家仁井田好古所刻。但是在海運過程中出現了事故，運載石碑的船遇到颱風而沉沒。目前公園裡的石碑是另外在昭和15年（1940年）為紀念初代神武天皇登基2600年，根據當時殘餘的文書內容，再在徐福墓左側所修復設立的功德碑。[1]

- 絕海與太祖詩碑（絶海と太祖の詩碑）
絕海和洪武太祖的詩碑，位於徐福墓右側，是一個高約90厘米、闊約124厘米的花崗岩石碑。絶海中津是日本南北朝時期的高僧，曾經在1368年到1378年間前往當時中國明朝位於杭州的中天竺寺悟禪。之後又在靈隱寺、萬壽寺與明朝當代高僧學習佛法[7]。洪武9年（1376年）曾被明太祖朱元璋召見[8]，尋問日本熊野徐福祠的相關事情，這裡的絕海與太祖詩碑就是記載著當時絶海中津與明太祖交流的詩句。詩碑是在昭和41年（1966年）由當時旅日的華僑和徐福協會的人所建立。[1] 當時太祖與絕海的對詩如下：[9]

太祖問及徐福一事絕海以詩回應|  | 熊野峰前徐福祠，滿山藥草雨余肥，只今海上波濤穩，萬里好風須早歸。 |
針對這樣的回答，太祖當場回應|  | 熊野峰高血食祠，松柏琥珀也應肥，當年徐福求仙藥，直到如今更不歸。 |
- 七塚之碑（七塚の碑）
位於徐福墓的右側，是一個高約101厘米、闊約48厘米的天然綠色片岩[5] 所製成的石碑。原本這附近有以徐福墓現在的位置為中心，依照北斗七星狀而排列的七個小圓墳，據說是七位徐福親信的墳墓。後來在大正4年（1915年）時，由熊野地青年會將這些古墳整合為一個後建立此石碑來祭拜，所以稱為七塚之碑。[1]

- 由緒板
由緒板是一個介紹徐福傳說的大理石板，整體的大小高約1.6米，闊約3.2米。在平成6年（1994年）由中國山東省龍口市贈送。板子的右邊刻有關於徐福傳說的說明文字，左邊雕有一幅江户时代松川半山繪畫的徐福登陸畫（徐福渡来の画）[10]。此畫是在江戶幕府末期所編成的《西國三十三名所圖繪》中「新宮湊」內的一幅插畫。畫上描述著徐福乘坐的中國式黑色的大船登陸日本，和徐福陪同重臣以及童男童女，並取出已預備的物資下船的情景。[11]

- 不老之池（不老の池）
位於徐福像旁邊，於平成9年（1997年）所建造的水池。不老之池內飼養著代表著七位親信的七條錦鯉，同時有七根石柱分別刻著「和、仁、慈、勇、財、調、壯」分別各代表著七位重臣的品行與人格之德。錦鯉緩慢的在池中游走，代表著優雅以及旺盛的生命力象徵。水池中有座小橋，與七根石柱依照著北斗七星的形狀排列。另外池邊種有七株天台烏藥，由其根流下生命之水注入不老之池。[1]

### 天台烏藥

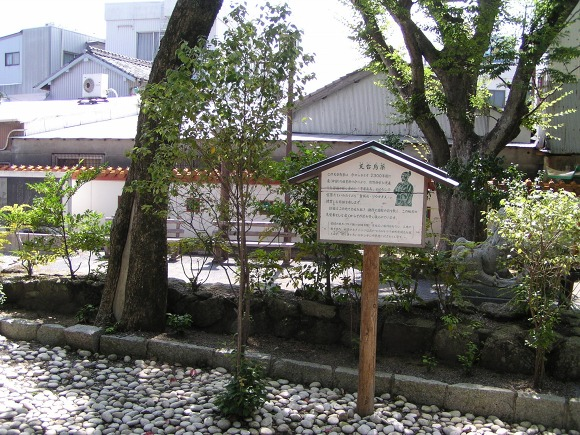
天台烏藥

位於不老池旁邊，被喻為「長生不老藥」，亦是新宮市代表的市樹之一，隸屬樟科的常綠灌木植物，一般中藥所使用的部位是其塊根的部份。依據日本岡山大學名譽教授森昭胤的研究報告顯示，人體內吸收的氧有一部份是屬於活性氧，是對於白血球的殺菌功能之重要成分。但是，如果體內活性氧過多，反而會因為氧化應力（Oxidative stress）的影響造成細胞的破壞，這也是老化以及種種癌症誘發的原因之一。而森教授發現，由天台烏藥萃取的成分對於抗氧化有顯著的功效。
公園內販賣以天台烏藥所做成的相關飲品包括有徐福之精以及徐福茶等。

### 名產
在公園內，還有一個財團法人新宮徐福協會管理的小賣店，裡面有販售只有在當地才可以買到的特殊名產。這些名產大多是以徐福之名所作成的點心、飲品。包括一些茶酒飲料徐福之精、徐福茶，和糕點小吃徐福街（徐福の街）、徐福不老、徐福餅（徐福サブレ）等等。小賣店也販有書籍供遊客瞭解徐福公園的相關背景資料，包括日本徐福會副會長奥野利雄的研究著作《浪漫者徐福》（ロマンの人徐福）。小賣店亦售出音樂CD，包括鳥羽一郎的《徐福夢男》及《徐福音頭》音樂CD。

## 徐福傳說
據公園提供的資料，秦始皇統一中國後，想到《山海經》說東海上有蓬萊、方丈、瀛洲三座仙山，有神仙居住，就派遣當時的方士徐福乘船出海，前往仙山尋求長生不老藥。徐福帶同三千童男童女，以及已經預備的三年糧食、衣履、藥品和耕具出發入海求仙，然後來到紀伊半島（和歌山縣）熊野河口。到達後，他發現了天台烏藥，並感到當地氣候溫暖、風光明媚、人民友善，便停下來自立為王，教當地人農耕、捕魚、捕鯨和瀝紙的方法，一去不返。
這個事蹟最早見於《史記》的「秦始皇本紀」和「淮南衡山列傳」。1982年，有考古學家在江蘇省連雲港市贛榆縣發現徐福的故居，並在學術研討會上發表議論證明徐福是真實人物。發表議論後，故居附近的祠重建工程開始，並開放祠內徐福坐像，讓當地人民供奉。
現在的中國、日本，都有和徐福相關的地方，兩地都有許多研究都正在進行。在日本除了和歌山縣這裡以外，其他例如佐賀縣、鹿兒島縣、山口縣、廣島縣、高知縣、京都府、三重縣、愛知縣、東京都八丈島、山梨縣、長野縣、秋田縣和青森縣等，總計大約50個地方都有關於徐福的故事的存在，這些地方可能有神宮、墳墓、石碑，或者只剩傳說，有關徐福的遺跡分散於日本各地，但比較可靠的徐福遺跡大多數都在熊野（和歌山縣）這一帶。

## 活動與大事歷
毎年8月12日及13日，在徐福公園會舉行大型的徐福祭祀活動及萬燈祭。毎年8月8日，在新宮市的熊野川內舉行有「熊野煙火大會演」，期間會射出約一萬發煙火，所以稱為萬燈祭，據說這項活動在這裡已經有300年以上的歷史。
另外，當地的新宮徐福協會每年都會舉辦「徐福墓前祭」的活動，成為公園一個很著名的節日。新宮市群眾每年9月還會舉行「徐福祭」，來紀念這位傳說中在約兩千多年前來到日本的友好使者。
以下列出自徐福墓重新整理成公園後正式對外開放以來的主要大事歷：
| 日期                | 內容 |
| ------------------- | --- |
| 1994年6月15日       | 徐福公園竣工。 |
| 1994年8月12日       | 徐福公園正式開放，中國龍口市寄贈的由緒板除幕典禮。                                                                              |
| 1994年11月30日      | 連雲港市副市長來訪。 |
| 1995年8月12日       | 徐福公園開放一週年記念行事開始。                                                                                                |
| 1996年6月1日        | 參加佐賀市金立公園徐福之里的「藥用植物園」落成典禮。                                                                            |
| 1997年3月26日       | 徐福像建成，不老之池整備，熊野川河畔「上陸之地」記念碑建成。                                                                    |
| 1999年5月14日       | 徐福峰會在新宮市舉行。 |
| 1999年9月－11月     | 臺灣921大地震救濟箱設置。（後轉臺灣徐氏宗親會）                                                                                 |
| 2002年2月20日       | 舉辦徐福講演會「從新宮來的徐福傳說」，講師：逵志保先生。                                                                        |
| 2003年3月28日       | 池上正治舉行徐福講演會。 |
| 2004年2月20日       | 電影「徐福」上映以及電影監督岡本明久小演講會。                                                                                  |
| 2005年2月24日       | 舉辦徐福講演會「徐福在生的傳說」，講師：逵志保先生。                                                                            |
| 2006年3月24日       | 舉辦徐福講演會「天台烏藥和活性氧」，講師：岡山大學名譽教授森昭胤先生。                                                          |
| 2007年3月25日       | 舉辦徐福講演會「徐福渡來之說與東亞民族意識」，講師：武庫川女子大學教授柴田清繼先生。                                            |
| 2008年2月1日        | 門牌名稱變更為「和歌山縣新宮市徐福1-4-24」。                                                                                    |
| 2008年5月20日       | 四川省汶川大地震賑災基金成立。                                                                                                  |
| 2009年2月17日       | 舉辦徐福講演會「徐福與周邊的人」，講師：新宮市圖書館司書山崎泰先生。                                                            |
| 2010年2月7日        | 舉行役員意見交換會。 |
| 2010年3月17日       | 舉辦徐福講演會「有關新宮出產天台烏藥的研究」，講師：和歌山縣工業技術中心石原先生。 同期舉行染色家仲田惠子的天台烏藥染色作品展。 |
| 2010年5月20日       | 召開董事會會議。 |
| 2010年8月11日－12日 | 台灣客家電視台前來採訪。 |

## 影響
徐福公園其實只是一個小型的公園，且先不論徐福傳說是真還是假，這個小小的公園為新宮市所帶來的觀光價值卻不小，同時也因為這些古蹟與傳說，更造就了中國與日本一個良好交流的管道。受徐福的影響，促進中國和日本兩國之間的研究，這樣的現象除了和歌山縣之外，還有個地方就是佐賀縣。
徐福傳說的真偽一直以來都還是處於研究的階段，古來的文獻其實並不少，中國歷史上著名的《史記》、《漢書》、《三國志》…等都有說到徐福這一號人物，不過比較可惜的是，所有資料都不夠足以證明徐福為了求長生不老藥曾做過些什麼，或明確的到過哪些地點，所以這件事在中國一直都只被視為傳說故事。
雖然如此，在日本的歷史古蹟與文獻中，卻一直都有出現相關的資料，甚至中國在1982年發現了徐福村之後，也開始正面的朝史實的觀感去研究。如果假設徐福傳說是一個事實，那對日本所造成的影響層面就更加廣大了。

在熊野這個地區（包括新宮市），到處都有著徐福的痕跡。尤其是距離不遠，位在蓬萊山南麓的阿須賀神社，其中有徐福宮以及許多古蹟，有人甚至認為徐福真正的墳墓就在這裡的一個古老石碑。在這裡還有個無學祖元之詩碑（無学祖元の詩碑），是宋末時期為了躲避蒙古入侵而逃亡到日本的无学祖元禪師，感慨自己與徐福有類似的情境所寫下來的詩句：
|  | 先生採藥未曾回，故國山河幾度埃；今日一香聊遠寄，老僧亦為避秦來。 |

日本所找到的古蹟與古文獻中，還有說到在日本許多的姓氏，其實都是屬於當時徐福和所帶來的童男童女後裔。最常見的就是日本的「秦」、「羽田」、「波多」和「鈿」等姓氏，這些姓氏在日文的唸法完全一樣，全部都是（Hata）。曾任日本首相的羽田孜，還曾公開說過自己家族就是當時的後裔，祖居還保有一塊寫著「秦陽館」的牌匾。

## 交通
新宮市這個徐福公園位於JR紀勢本線的新宮車站旁邊，出了新宮車站到公園的入口處不到100米的距離，一般在日本國內都可以搭乘鐵道到達。
從東京也可以由羽田機場搭乘國內線飛機到南紀白濱機場，再從JR的南紀白濱車站轉乘特急列車直接到達新宮車站。
如果夜間由東京池袋出發，還可以搭乘西武的夜間高速公路巴士，直接到達新宮車站。奈良也能由大和八木搭乘定期巴士，直接由國道168號前往新宮車站。

## 來源與註解
1. 1 2 3 4 5 6 7 8  參考：（日語）（页面存档备份，存于） （页面存档备份，存于）  （页面存档备份，存于）（新宮徐福協會官方網站內的園區介紹）
2. ↑  參考：（日語）日本全國觀光名所之徐福公園介紹 （页面存档备份，存于）。
3. ↑  李梅溪（1617年－1682年），朝鮮人，日本江戶時代的儒學者，著有《德川創業記孝異》等，詳見： （页面存档备份，存于）。
4. 1 2 3  參考：（日語） （页面存档备份，存于）（和歌山縣新宮市的徐福傳說）。
5. 1 2  一種又稱為「綠泥片岩」的岩石，其成分含有綠泥石、綠簾石、方解石以及石英等所組成。詳見：（中文）台灣中央大學應用地質研究所資料 （页面存档备份，存于）。
6. ↑  亦稱為木曾石，大部分屬於花崗岩，一般是由長石、石英以及黑雲母經由還原燒結過的人造崗石。詳見：（中文）精工石ＶＳ木曾石 的存檔，存档日期2006-04-06. 以及（日語）天然石材專門會社 的存檔，存档日期2007-06-04. 中的說明內容。
7. ↑  參考：（日語）依照時代紀錄徐福文獻的列表記載 的存檔，存档日期2005-03-16.。
8. ↑  參考：（日語） 的存檔，存档日期2008-01-13.（彌生時代的侵略者徐福）。
9. 1 2 3  參考：（日語）徐福公園介紹解說 的存檔，存档日期2007-09-28.。
10. ↑  參考：徐福傳說 的存檔，存档日期2007-02-11. 中有許多徐福公園的照片。
11. ↑  參考：（日語）（页面存档备份，存于） （页面存档备份，存于）  （页面存档备份，存于）（新宮徐福協會官方網站內的歷史傳說項目說明）
12. ↑  但是根據人民網報道，日本方面另外有研究指出「長生不老藥」其實名叫「千歲」，出產在瀨戶內海的祝島，現今它正在進行人工種植，根據當時的傳說食用可保千年不死，嗅一嗅它也可以增壽39個月，但並無理據支持。詳見：（中文）秦始皇受騙於徐福 不死藥是獼猴桃？ （页面存档备份，存于），人民網，2006年2月14日
13. ↑  參考：（日語）新宮市官方網站說明 的存檔，存档日期2007-09-28.。
14. 1 2  參考：（日語） 的存檔，存档日期2007-09-28.（天台烏藥的活性氧消去作用）。
15. 1 2  參考：（日語）徐福公園小賣店說明頁 （页面存档备份，存于）。
16. 1 2 3  參考：（日語）官方網站發布的徐福傳說歷史資訊 （页面存档备份，存于）。
17. ↑  參考：（日語）官方網站發布的活動事歷 （页面存档备份，存于），這裡只節錄徐福公園竣工之後的主要內容，其他的年代或相關訊息可以由該網站取得更詳細的資料。
18. ↑  參考：（日語）實際曾經存在於秦朝的徐福高文明集團 的存檔，存档日期2007-10-10.。
19. ↑  參考：（日語）各年代的歷史文獻整理 的存檔，存档日期2005-03-16.（PDF檔案）。
20. ↑  參考：（日語）日本各地與徐福傳說有關的遺蹟和文獻資料整理 （页面存档备份，存于）。
21. ↑  參考：（日語）童男山古墳 （页面存档备份，存于），日本指定古蹟的介紹，另一個徐福墓的傳說地點。
22. ↑  參考：（日語）（页面存档备份，存于） （页面存档备份，存于）  （页面存档备份，存于）（官方網站的交通指引）。

### 其它資訊與文獻
- （中文）《徐福研究與邪馬台國》，作者：彭雙松，1990年由富蕙圖書出版，ISBN 888004401X。
- （中文）《徐福與日本》，作者：衛挺生教授，1974年台北商務印書館出版。
- （中文）《神秘之霧的消散：徐福東渡之謎的今與昔》，作者：程天良，1992年上海學林出版社出版，ISBN 7805107696。
- （中文）《日本神武開國新考》，作者：衛挺生教授，1950年香港商務印書館出版。
- （中文）《徐福東渡之謎》，作者：楊斌，1989年吉林文史出版社出版，ISBN 7805280967。
- （中文）徐福東渡之謎 （页面存档备份，存于），燦爛的中國文明

- （中文）關於秦始皇不死藥的考証 （页面存档备份，存于），人民網，2006年2月14日

## 外部連結
- （日語）徐福公園官方網站 （页面存档备份，存于）（財團法人新宮徐福協會）
- （日語）徐福傳說 （页面存档备份，存于）（新宮市觀光協會官方網站）
- （日語）徐福公園所在位置，日本Yahoo!地圖情報
- （日語）徐福公園 （页面存档备份，存于）（熊野觀光名所）
- （日語）徐福公園與阿須賀神社 （页面存档备份，存于）
- （日語）徐福公園（日本風景街道—熊野）
- （中文）遊日本／和歌山／日本藥妝店超神！買藥先例是徐福？，ETtoday旅遊玩家